# Смріті
Смріті (санскр. स्मृति — завчене напам'ять) — священні тексти індуїзму, які вважають похідними й другорядними порівняно з текстами шруті, оскільки не мають безпосередньо божественного походження.
Вважають, що тексти смріті були складені після Вед, не раніше ніж 500 років до нового літочислення. До смріті належать Закони Ману, Пурани, епоси Махабгарата та Рамаяна тощо.
1. Дхарма-шастри або закони. Складаються з 18 книг. Кожна книга відповідає певній тимчасової епосі.
2. Ітіхаси або історії, оповіді. Складаються з 4 книг. До їх числа заведено відносити епоси « Махабхарату» і «Рамаяну».
3. Пурани або стародавні билини. Складаються з 18 книг. Додаткові священні писання індуїзму, в яких Вішну, Крішна або Шива звеличуються як Верховні форми Бога.
4. Веданга складається з 6 категорій текстів: Шикша, Вьякарана, Чандас, Нірукта, Джьотіша  і  Калп.
5. Агами або доктрини. Діляться на три основні частини:  Вайшнавські,  шіваїтські, та Шакті. Інший вид  категоризації: Мантра, Тантра, і Янтра.